# 翟文鳳
翟文鳳（？—？），字長雛，北直隸河间府饒陽縣人，明末清初政治人物。

## 生平
天啓四年（1624年）甲子科中式順天鄉試第一百五十八名舉人，崇禎十六年（1643年）癸未科會試第一百五十九名，三甲第二百二十九名進士，都察院觀政，次年授山東黄县知縣。清朝时任河南彰德府知府。

## 家族
曾祖翟用，金坛主簿。祖父翟来化，江都訓導。父翟鳴九，生员。